# Kameanka, Dîkanka
Kameanka (în ucraineană Кам'янка) este un sat în comuna Stasi din raionul Dîkanka, regiunea Poltava, Ucraina.

## Demografie
Componența lingvistică a localității Kameanka
     Ucraineană (96,15%)
     Rusă (3,85%)
Conform recensământului din 2001, majoritatea populației localității Kameanka era vorbitoare de ucraineană (96,15%), existând în minoritate și vorbitori de rusă (3,85%).